# Карнатака
Карнатака је савезна држава Индије са површином од 192.000 km² и 55.868.200 становника (стање: 1. јан. 2001). Карнатака се налази на југу Индије на висоравни Декан и граничи са Махараштром, Гоом, Андра Прадешом, Тамил Надуом и Кералом. Својим западним делом излази на Арапско море. Главни град Карнатаке Бангалор има преко 6 милиона становника. Софтверска индустрија Бангалора представља 35% индијског софтверског извоза. Карнатака је једини извозник сандаловине у Индији.

## Историја
Неолитичка насеља датирају из другог века п. н. е.. Карнатака је била у саставу Маурја царства, којим је у 3. веку п. н. е. владао Ашока. Током првог миленијума Карнатака је била у саставу различитих династија: Кадамбас, Ганга (323—550), Чалукјас и Раштракутас. 
На преласку миленијума основано је Хојсала царство, током кога је процветала уметност и архитектура и тада су саграђени храмови као Хојсалесвара храм у Халебиду и Ченакесава храм у Белуру. Ширењем Хојсала царства делови Андра Прадеша и Тамил Надуа долазе под њихову власт. Виџајанагара царство (1336—1660) се одржавало пред муслиманским инвазијама. Потицало је традиције и охрабривало уметност, религију и литературу на санскриту, канада и телуга језику. Коалиција султана је победила и срушила Виџајанагара царство. Султани су охрабривали урду, персијску литературу и исламску архитектуру. Могули су победили султане и регион је постао део Могулског царства. Могулски владар Аурангзеб је поставио Водеџару од Мајсора као владара. Касније подручјем влада Хајдар Али, а после њега његов син Типу Султан, познат као Тигар од Мајсора. Тигар од Мајсора се борио против европске експанзије, тј. британске експанзије. Водили су се Англо-Мајсорски ратови (1767—1799. ). У задњем рату Тигар од Мајсора је изгубио рат и живот. Мајсор је постао део Британске Индије. После независности Водејатр махараџа је био гувернер. Делови тадашњих држава Мадрас, Хајдерабад и Бомбај постали су 1956. део Мајсора, а држава Мајсор се 1973. преименује у Карнатака.

## Географија
Карнатака се налази на висоравни Декан и граничи се са Арапским морем на западу, Гоом на северозападу, Махараштром на северу, Андра Прадешом на истоку, Тамил Наду на истоку и југоистоку и Кералом на југоистоку. Налази се на углу, где Западни Гати и Источни Гати конвергирају у Нилгири планине.
Држава има три главне физичке зоне:
- Обални појас, између Западних Гата и Арапског мора. Тај појас је широк 48 до 64 km
- Западни Гати, представљају планинску област, која има просечну висину од 900 метара
- Висораван Декан, која заузима унутрашњост државе. То подручје је поприлично суво.

## Економија

### Пољопривреда
Карнатака је највећи произвођач кафе у Индији. Производи се 59% индијске производње кафе и 75% индијске производње цвећа. Једини је извозник сандаловине у Индији. Мајсорски дистрикт је познат по производњи сирове свиле, а у Мајсору се производе чувени свилени сарији.

### Рударство
Преко 90% индијске производње злата долази из јужне Карнатаке. У задње време вади се руда мангана. Већина индијске руде гвожђа долази из Карнатаке.

### Технологија и сервисни сектор
Бангалор је светски познат по информационим технологијама. Сам Бангалор извози 38% целокупног индијског извоза софвера, који износи 9 милијарди $ за целу Индију. Бангалор се назива и "Силицијумска долина Индије". Хардверска индустрија Бангалора извози у износу од 500 милиона $. 
Биотехнологија Бангалора даје 50% свих индијских прихода у том сектору, која износе 500 милиона $ .

## Туризам
Карнатака је позната по природним лепотама, националним парковима, споменицима и храмовима, од којих се многи налазе на УНЕСКОвој листи светске културне баштине. Џог водопади су високи 292 метра и представљају једне од највећих водопада у Азији. Од 3600 заштићених споменика у Индији, у Карнатаки се налази 609. На северу Карнатаке посебно је значајан Хампи, који се простире на 125 km² и где се налази 54 светски значајна споменика, са стотинама других од националног значаја. То је место било главни град Виџајанагара царства.

## Галерија
- Мисорска Палата
- Хампи
- Барачуки водопади
- Џог водопади